# لياندرو بالادينو
لياندرو بالادينو (بالإسبانية: Leandro Palladino)‏ مواليد 13 يناير 1976، هو لاعب كرة سلة أرجنتيني سابق بدأ مسيرته الاحترافية في سنة 1994. يبلغ طوله 6 قدم 4.75 بوصة (1.9 م).

## فرق لعب لها
- ساسكي باسكونيا

## الميداليات
| الميدالية | المسابقة                         |
| --------- | -------------------------------- |
| فضية      | بطولة كأس العالم لكرة السلة 2002 |

## روابط خارجية
- لياندرو بالادينو على موقع الاتحاد الدولي لكرة السلة (الإنجليزية)
- لياندرو بالادينو على موقع الدوري الأوروبي لكرة السلة (الإنجليزية)
- لياندرو بالادينو على موقع الدوري الإسباني لكرة السلة (الإسبانية)
- لياندرو بالادينو على موقع كرة السلة الأوروبية.كوم (الإنجليزية)
- لياندرو بالادينو على موقع ريلجم (الإنجليزية)
- لياندرو بالادينو على موقع بروبوليرز (الإنجليزية)
- لياندرو بالادينو على موقع سبورتس رفرنس (الإنجليزية)